# Südpfalz-Kaserne
Die Südpfalz-Kaserne ist eine Kaserne der Bundeswehr in Germersheim. Sie ist Standort von Teilen des Luftwaffenausbildungsbataillons.

## Geschichte
Die Kaserne wurde 1965 eröffnet und war zunächst nach dem Generalleutnant der Wehrmacht Hans von Sponeck benannt, der im Zweiten Weltkrieg nach einem Schauprozess zu Festungshaft verurteilt wurde, die er von 1942 bis 1944 in Germersheim verbüßen musste, bevor er am 23. Juli 1944 von den Nationalsozialisten ermordet wurde. Im Jahre 2015 wurde sie wegen dessen Rolle bei der Judenvernichtung und bei Kriegsverbrechen während des Russlandfeldzugs trotz einzelner Proteste aus der Bevölkerung in „Südpfalz-Kaserne“ umbenannt.
Am 1. Februar 2020 wurden in der Kaserne über 100 China-Rückkehrer vorübergehend in Quarantäne genommen, die im Zuge der COVID-19-Pandemie aus der chinesischen Großstadt Wuhan ausgeflogen worden waren.

## Beschreibung
Auf der 42 Hektar großen Liegenschaft sind rund 1300 Soldaten und zivile Angehörige der Bundeswehr tätig. Etwa einen Kilometer westlich der Kaserne befindet sich eine Standortschießanlage.